# St Marys
St Marys is een plaats in de Australische deelstaat Tasmanië en telt 549 inwoners (2006).

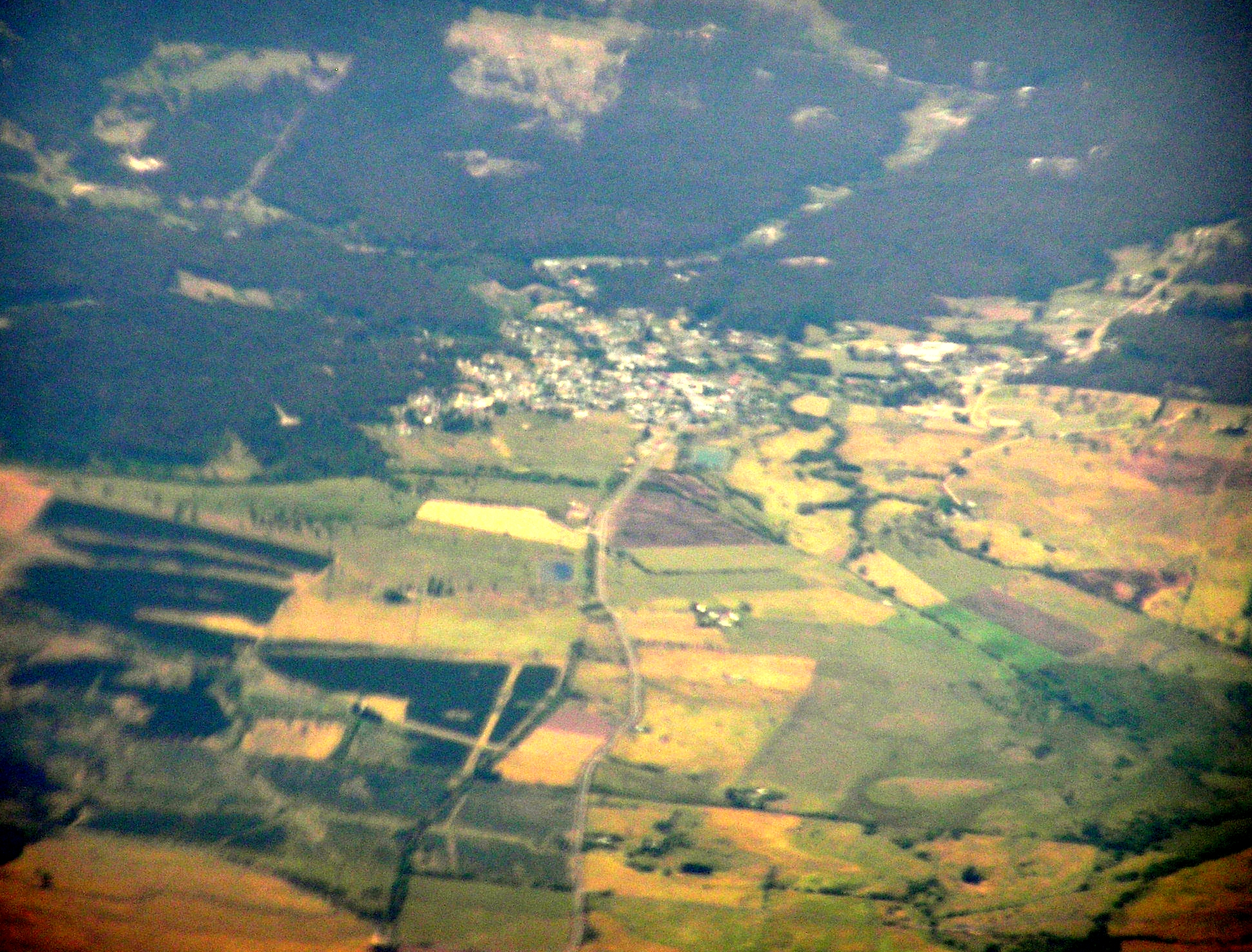
Luchtfoto van St Marys
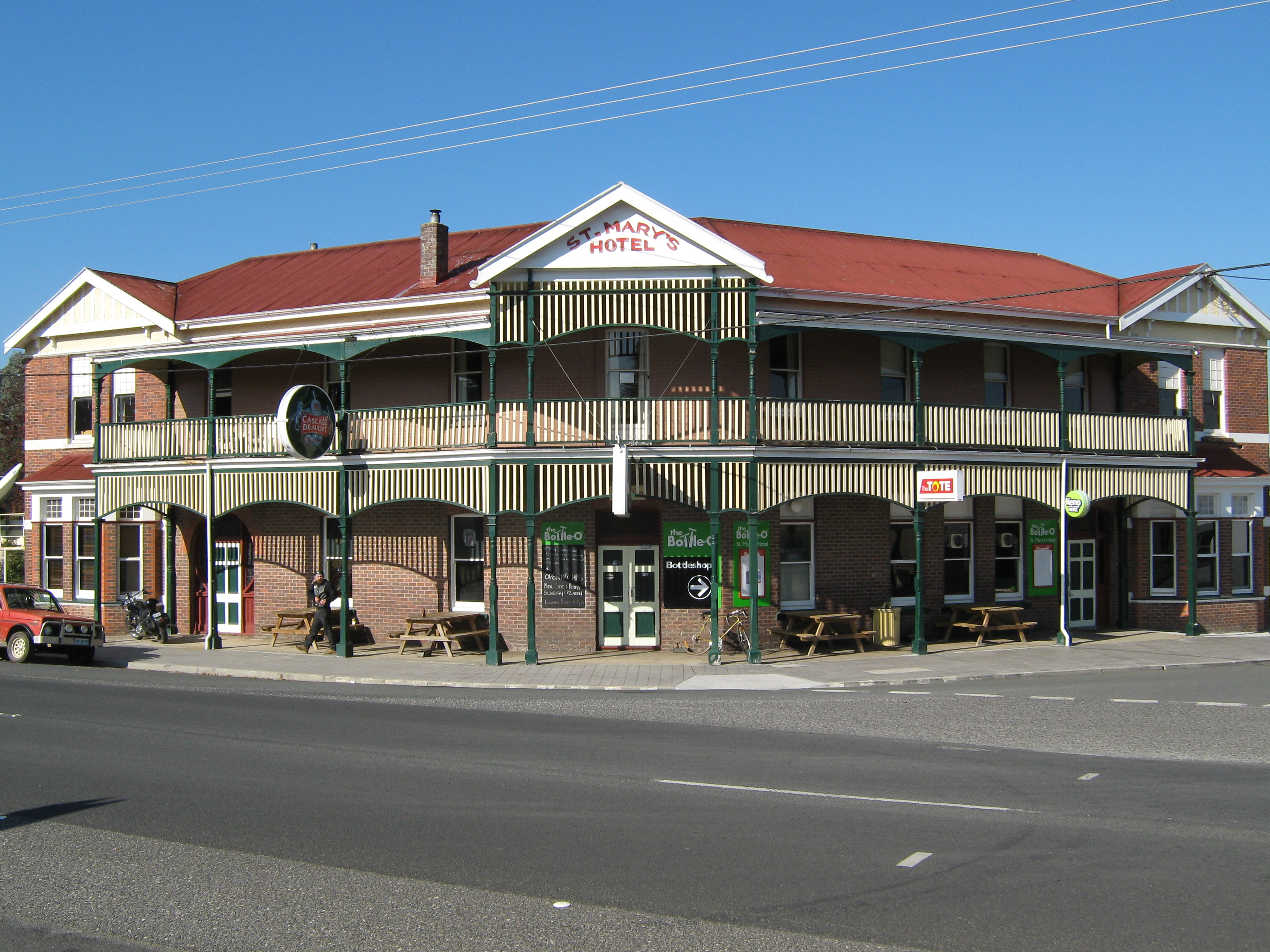
Hotel van St Marys